# Ernst Russ
Die Ernst Russ AG ist eine börsengehandelte international agierende Reederei mit Sitz in Hamburg. Die Unternehmensgeschichte geht in Teilen zurück in das Jahr 1893. Derzeit betreut die Unternehmensgruppe eine Flotte von 26 Schiffen, die sie zum Teil mit strategischen Partnern betreibt. Der Fokus liegt dabei auf Containerschiffen der Größenklassen von 700 bis 4.200 TEU, ergänzt um ein größeres Containerschiff mit rund 13.400 TEU sowie einen Handysize-Bulker und ein Multipurpose-Schiff. Ziel ist es, eine nachhaltige Flotte mit einer ausgewogenen Risikostreuung hinsichtlich der Beschäftigungslaufzeiten zu betreiben.

## Ernst-Russ-Gruppe
Die Ernst Russ AG ging aus der HCI Capital AG hervor. Im Juni 2016 beschloss die HCI Capital AG, die zuvor die Ernst Russ Reederei und das Emissionshaus König & Cie., beide mit Sitz in Hamburg, übernommen hatte, die Umfirmierung von HCI Capital AG in Ernst Russ AG und vollzog diese mit Wirkung vom 25. Juli 2016.

## Geschichte

### HCI Capital

Logo von HCI Capital bis 2016

Ausgangspunkt der HCI Gruppe war die 1985 in Bremen gegründete Hanseatische Capital Invest AG. Begonnen wurde mit der Emission von Schiffsbeteiligungen. 1997 wurde das Angebot um Immobilienfonds und 2000 mit Private-Equity-Dachfonds erweitert.
Die ersten Zweitmarkt-Lebensversicherungsfonds  wurden 2003 eingeführt. Zusammen mit der Peter Döhle Schiffahrts-KG wurde die Hammonia Reederei als Joint Venture gegründet.
2005 wurde die HCI Holding GmbH in die HCI Capital AG umgewandelt und ging am 6. Oktober 2005 mit einem Ausgabepreis von 20,50 Euro an die Börse und wurde zunächst im Prime Standard der Deutschen Börse gehandelt.
Im Jahr 2011 war HCI Capital der viertgrößte Anbieter von geschlossenen Schiffsfonds in Deutschland nach platziertem Eigenkapital. 2011 platzierte das Unternehmen 53,2 Mio. Euro Eigenkapital.
Anfang 2016 übernahm HCI Capital die Mehrheit der Anteile des Emissionshauses König & Cie. sowie im April die Hamburger Ernst Russ Reederei. Im Juni des Jahres beschloss das Unternehmen, in Ernst Russ AG umzufirmieren. Mit Eintragung vom 25. Juli 2016 wurde die Umfirmierung abgeschlossen.

### Ernst Russ Reederei
Im April 2016 wurde die 1893 gegründete Hamburger Reederei Ernst Russ GmbH & Co. KG von HCI Capital übernommen.

### König & Cie.
Das Emissionshaus König & Cie. GmbH & Co. KG wurde 1999 mit Sitz in Hamburg gegründet. Tätigkeitsschwerpunkte waren die Auflage von Schiffsbeteiligungen und geschlossener Fonds anderer Asset-Klassen, u. a. Private-Equity- und Immobilienfonds. 2008 wurde das Unternehmen zu einer international tätigen Reederei und einem maritimen Dienstleister umstrukturiert.

## Organisation und Eigentümer
Vorstand
Robert Gärtner ist seit März 2019 Vorstand (Chief Executive Officer). Seit Dezember 2024 ist ebenfalls Joseph Schuchmann Vorstand der Ernst Russ AG und nimmt die Rolle des Chief Commercial Officers ein.
Aufsichtsrat
Der Aufsichtsrat setzt sich aus dem Vorsitzenden Harald Christ, dem Stellvertretenden Vorsitzenden Jan Peter Döhle und den Mitgliedern Jochen Thomas Döhle und Ingo Kuhlmann zusammen.
Aktionärsstruktur
Die Aktionäre der Ernst Russ AG mit Stand 15. April 2025 waren:
| Anteilseigner                   | Anteil |
| ------------------------------- | ------ |
| Döhle-Gruppe                    | 38,5 % |
| Jan Peter & Jost Dietrich Döhle | 36,8 % |
| Streubesitz                     | 24,7 % |